# Поцо (Сондрио)
Поцо је насеље у Италији у округу Сондрио, региону Ломбардија.
Према процени из 2011. у насељу је живело 12 становника. Насеље се налази на надморској висини од 601 м.